# Термитофилы

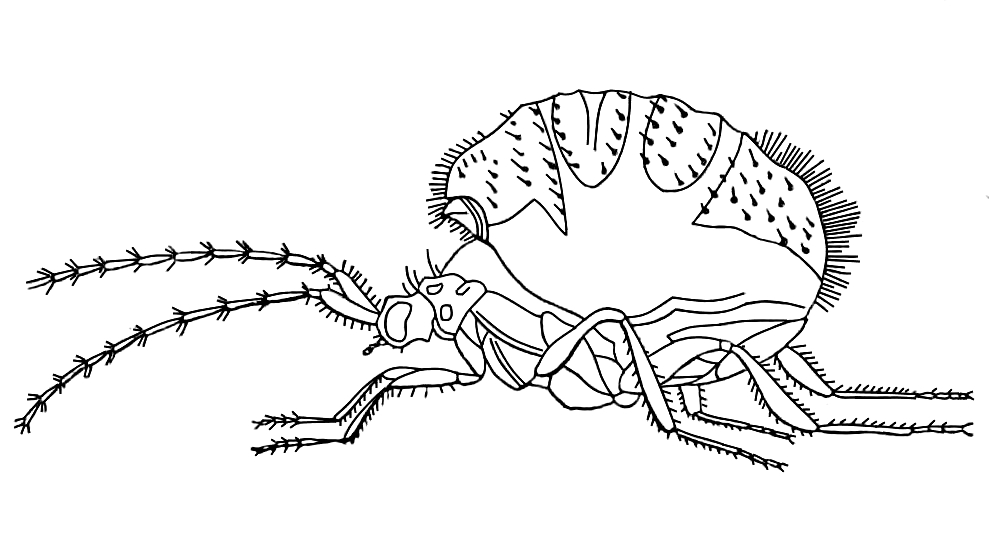
Жук-термитофил Corotoca melantho

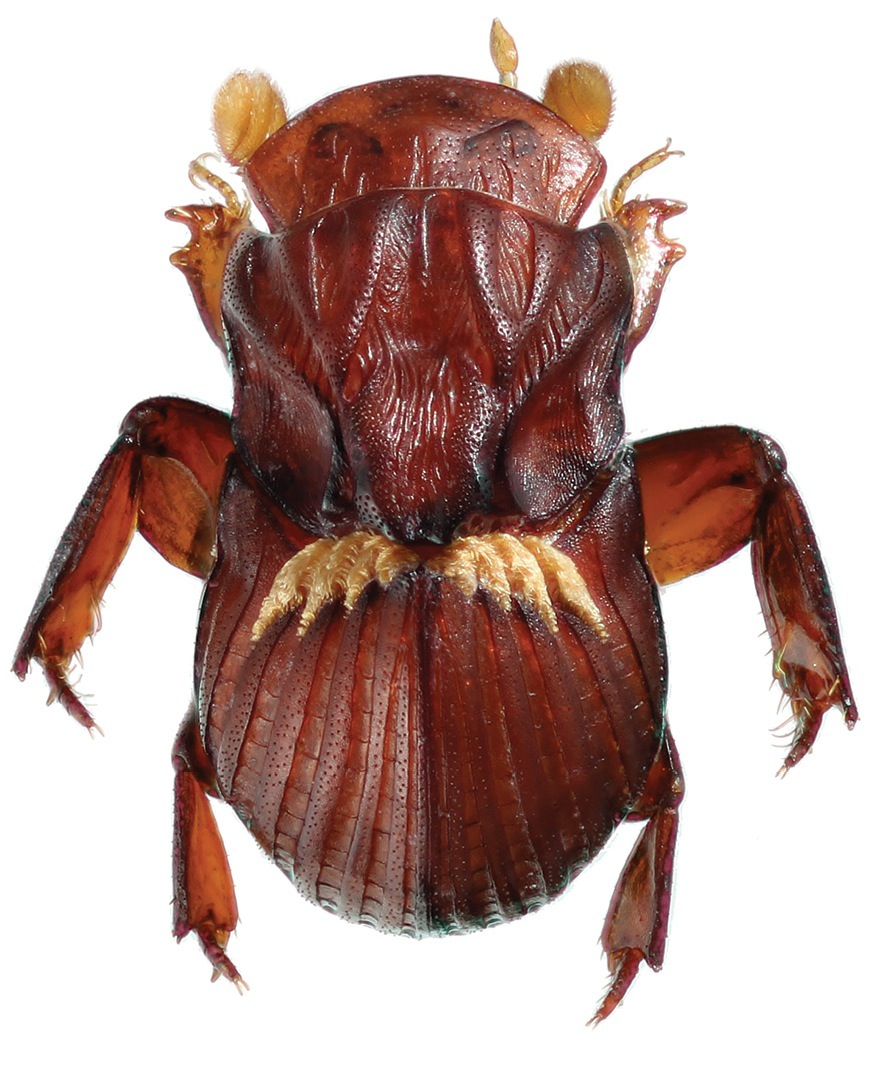
Жук Termitotrox cupido

Термитофилы — организмы, совместно обитающие с термитами в их постройках и вступающие с ними в биологические взаимодействия, достигающие уровней синойкии, комменсализма и симбиоза. Облигатные термитофилы обладают морфологическим и поведенческими реакциями, позволяющими им вступать в тесные симбиотические связи с термитами. Данная экологическая группа представлена преимущественно в тропиках и субтропиках. Порой термитофилы теряют способность к существованию за пределами термитников.
К термитофилам относится более 700 видов животных, включая насекомых, различных членистоногих, ящериц и даже птиц (хохлатый попугай часто устраивает гнёзда в термитниках).

## Насекомые-термитофилы
Термитофилы встречаются среди нескольких свободноживущих групп насекомых, включая клопов-подкорников (Aradidae), мух-горбаток (Phoridae), муравьёв (Carebara), жуков из семейств пластинчатоусых (Scarabaeidae), карапузиков (Histeridae) и стафилинов (Staphylinidae). Среди последних термитофилы представлены среди представителей трибы Termitodiscini и подтрибы Termitondina трибы Myrmedoniini.
В термитниках живут и некоторые виды муравьёв. Например, очень мелкий вид Paedalgus termitolestes (длина рабочих около 1 мм) обнаружен в гнёздах Acanthotermes militaris, а вид Paedalgus escherichi в гнёздах Odontotermes obscuriceps.
Вид термитофильных мелких мух-горбаток Selenophora shimadai (Termitoxeniinae) обнаружен в гнёздах термитов Odontotermes formosanus Shiraki.
Многие такие термитофилы отличаются физогастрией (вздутием брюшка; например, у Corotoca melantho). Coatonachthodes ovambolandicus — вид мелких термитофильных стафилинов обладает уникальным по форме брюшком, которое сверху похоже по форме на рабочего термита с отростками, напоминающими ноги и имитирующими усики.
Физогастрия часто связана с развитием особых желёз, выделяющих вещества, которые охотно потребляются термитами, которые в обмен кормят их срыгиваемой пищей, а также ухаживают за их яйцами и личинками. Питаются такие термитофилы преимущественно органическими остатками, а некоторые — пищей, которую отрыгивают термиты своим сородичам. Пластинчатоусый жук слепой и бескрылый Termitotrox cupido обнаружен в грибных садах в термитниках, а обитающий там же жук Eocorythoderus incredibilis обладает специальной «ручкой» для переноски их хозяевами термитами.
Представителей разных насекомых термитники привлекают благоприятным и стабильным микроклиматом и находимым ими там кормом, а также защитой от возможных хищников.
Эволюция термитофилии у жуков-стафилинид связана со стратегиями гнездования термитов. Обнаружено, что фуражирующие виды термитов (которые используют несколько физически разделенных источников пищи и массовые фуражировочные колонны) с большей вероятностью содержат термитофильных стафилинид, чем цельногнездовые виды (гнездящихся в одном гнездовом месте видов, вся жизнь колонии которых завершается в одном куске дерева): 99,6 % известных термитофильных видов были связаны с фуражирующими термитами, тогда как 0,4 % были связаны с цельногнездовыми видами. Филогенетический анализ подтвердил, что термитофилия в первую очередь развилась с фуражирующими термитами.